# Keçkispasse
Keçkispasse? es el álbum debut de la banda francesa de rap metal, Pleymo. El álbum fue lanzado por el sello discográfico Wet Music. El álbum fue reeditado en 2002 por el sello Epic Records

## Material
"Nawak", "Porn" y "Cosmic Gros Pluck" fueron escritas en 1997 y aparecieron en el primer demo de Pleymo, también titulado Keçkispasse?. El resto del álbum consistió en material inédito.

## Recepción
Allmusic llamó a Keçkispasse? "una descarga de adrenalina sin fin", escribiendo que el álbum es "una banda sonora perfecta para una amplia variedad de actividades físicas [...] pero si uno busca algún tipo de inventiva musical, probablemente sería una buena idea buscar en otra parte". 

## Listado de canciones
| N.º | Título                | Duración |
| --- | --------------------- | -------- |
| 1.  | "Yallah"              | 0:55     |
| 2.  | "Blöhm"               | 2:42     |
| 3.  | "Frakasse Smala"      | 5:24     |
| 4.  | "Siliclone Liquid"    | 4:42     |
| 5.  | "Nawak"               | 5:26     |
| 6.  | "Porn"                | 5:54     |
| 7.  | "K-Ra"                | 4:32     |
| 8.  | "Cosmic Gros Pluck"   | 5:00     |
| 9.  | "Bigquick"            | 5:09     |
| 10. | "Soukaripa"           | 4:40     |
| 11. | "T.N."                | 5:02     |
| 12. | "Millesime Team"      | 13:52    |
| 13. | "Vost" (Pista oculta) | 2:28     |

## Créditos
- Mark Maggiori (Alias, Kemar ): voz
- Erik Devilloutreys (Alias, Riko ): guitarra
- Davy Portela (Alias, Vost ): Guitarra
- Benoit Julliard (Alias, B1 ): Bajo
- Fred Ceraudo (Alias, Burns ): batería
- Frank Bailleul (Alias, Kefran ): DJ
- Stephan Kraemer: mezcla y grabación